# Stelian Popescu
Stelian Popescu (* 19. Februar 1874 in Lacu Turcului, Rumänien; † 1954 in Spanien) war ein liberaler Journalist und Justizminister König Carols von Rumänien.

## Leben
Von 1916 bis 1943 leitete er die Zeitschrift Universul.
Trotz Anklagen wegen Unterschlagung (als Unternehmer) und Folter (während seiner Amtszeit als Justizminister Rumäniens) blieb Popescu politisch einflussreich. 1936 schrieb Victor Eftimiu in seinem Enthüllungsbuch über Stelian Popescu:
Sie lieben Ihr Land nicht, Sie betrachten es als Ihr Ausbeutungsobjekt. Sie haben ihm nie etwas gegeben, aber Sie haben ihm alles genommen! Nehmen Sie Ihre Pfoten weg von der Standarte.
1945 klagte Stelian Popescu seine Schwiegertochter Maria Popescu an, sie habe ihn mit Veronal vergiften wollen.

## Zitat
- „Die Lüge sitzt mit dem König am Tisch“[3]

## Bibliographie
- Liviu Lazăr. Mișcarea antirevizionistă din Transilvania în perioada interbelică, Editura Călăuza, Deva, 2003. p.207. ISBN 973-8438-03-9
- Lucian Predescu. Enciclopedia României. Cugetarea, Editura Saeculum, București, 1999, ISBN 973-9399-03-7
- Stelian Popescu. Amintiri, Editura Albatros, 2000, ISBN 973-24-0645-3
- Stelian Popescu. Memorii. Editura Majadahonda, București 1994